# 薛广德
薛廣德（？—？），字長卿，為西漢沛郡相縣（今安徽省濉溪縣西北）人，其歷任博士、諫大夫、長信少府等職，最終官至御史大夫，位列三公。

## 生平

### 博學授詩
薛廣德早年師事王式，其後在楚國教授《魯詩》，龔勝、龔舍兄弟二人都拜他為師。萧望之擔任御史大夫時，任用薛廣德為自己的屬官，多次與他討論政務，相當器重他，此後蕭望之舉薦薛廣德，說他通曉經學，品性端正，適合在朝廷任職，薛廣德因此被徵召為博士，於汉宣帝甘露三年參與石渠阁会议討論經學，升遷諫大夫，後來又於初元五年六月接替贡禹為長信少府，同年十二月貢禹去世，其御史大夫之位同樣由薛廣德繼任。

### 規諫圍獵
薛廣德為人溫和文雅，寬容有涵養。等到他位列三公，又能夠直言諫諍，在其剛出任御史大夫十天左右時，洽好遇上汉元帝於永光元年的春季正月駕臨甘泉宮，祭祀泰一神，祭禮完畢，漢元帝想趁機留下來打獵。薛廣德上書說：
臣看見關東（指函谷关以東）地區指非常困苦，百姓流離失所。陛下您卻每天敲著已經滅亡的秦朝樂鐘，欣賞著荒淫輕浮的鄭、衛歌曲，臣實在感到悲哀。現在護駕的兵士們忍受日曬雨淋，隨從的官吏辛勞疲倦，希望陛下您儘早返回宮中，思考與百姓同憂共樂，普天之下都會感到莫大的幸福。
漢元帝當天就回宮了。

### 諫阻乘船
這年秋天，漢元帝獻醇酒祭祀宗庙，出了便門，打算乘坐樓船過河，薛廣德攔住皇帝的車駕，摘帽叩头進諫說：「陛下應當從橋上過河。」漢元帝下詔說：「請您戴上帽子。」薛廣德堅持說：「陛下您若不聽從臣的意見，臣就當場自殺，讓臣的血玷污車輪，使您無法進入宗廟！」漢元帝很不高興。這時在前方先驅開道的光祿大夫張猛進言說：「我聽說君主聖明，臣下才會耿直。乘船渡河危險，從橋上走比較安全，聖明之君不應該冒風險，御史大夫的建議值得聽從。」漢元帝說：「勸說別人難道不應當像這樣嗎！」於是接受建議改從橋上通過。

### 懸車致仕
此後過了一個月有餘，因農作收成不佳，發生饑荒，百姓們流離失所，薛廣德和丞相定國、大司马車騎將軍史高等人，一同請求引咎辭職還鄉，他們均被漢元帝賜予四匹馬拉的安車與黃金六十斤，罷除官職。薛廣德擔任御史大夫僅十個月就免職了，其職位由太子太傅韋玄成接任。當薛廣德東歸回到家鄉沛郡時，太守親自到邊界上迎接，沛郡人都以他為榮，薛廣德把獲賜的安車懸掛保存起來，留傳給子孫。

## 評價
- 李德裕：魏相、薛廣德持重守正，弼諧盡忠，可謂得宰相體矣[4]。
- 黃震：廣德見小而沽激[5]。

## 延伸閱讀
[在维基数据编辑]
 《漢書/卷071》，出自班固《漢書》

| 前任： 贡禹 | 西汉御史大夫 前44年－前43年 | 繼任： 韋玄成 |